# Staniční zabezpečovací zařízení
Staniční zabezpečovací zařízení, označované také jako stavědlo, je železniční zabezpečovací zařízení, které zabezpečuje jízdy vlaků a posunových dílů v dopravnách s kolejovým rozvětvením, například ve stanicích či odbočkách. Základním úkolem těchto zařízení je bezpečné vyřešení závislostí mezi polohami výhybek a návěstí pro současně zakázané jízdní cesty, v neposlední řadě také předání informace o povolení jízdy strojvedoucímu. Protože chyba v řízení provozu může vést ke značným škodám, ale i k ohrožení zdraví a života osob, konstruují se taková zařízení tak, aby se případná závada projevila bezpečným směrem.

## Historický vývoj
Za vývojem staničních zabezpečovacích zařízení stálo především vyřešení vztahu mezi polohou výhybek a návěstidel pro současně zakázané vlakové cesty, další úlohou byla možnost dát strojvedoucímu návěst povolující jízdu. V rané fázi provozu na železnici byly jednotlivé prvky (výhybky, návěstidla) obsluhovány železničními zaměstnanci přímo na místě, což vyžadovalo jejich pohyb po celé stanici.

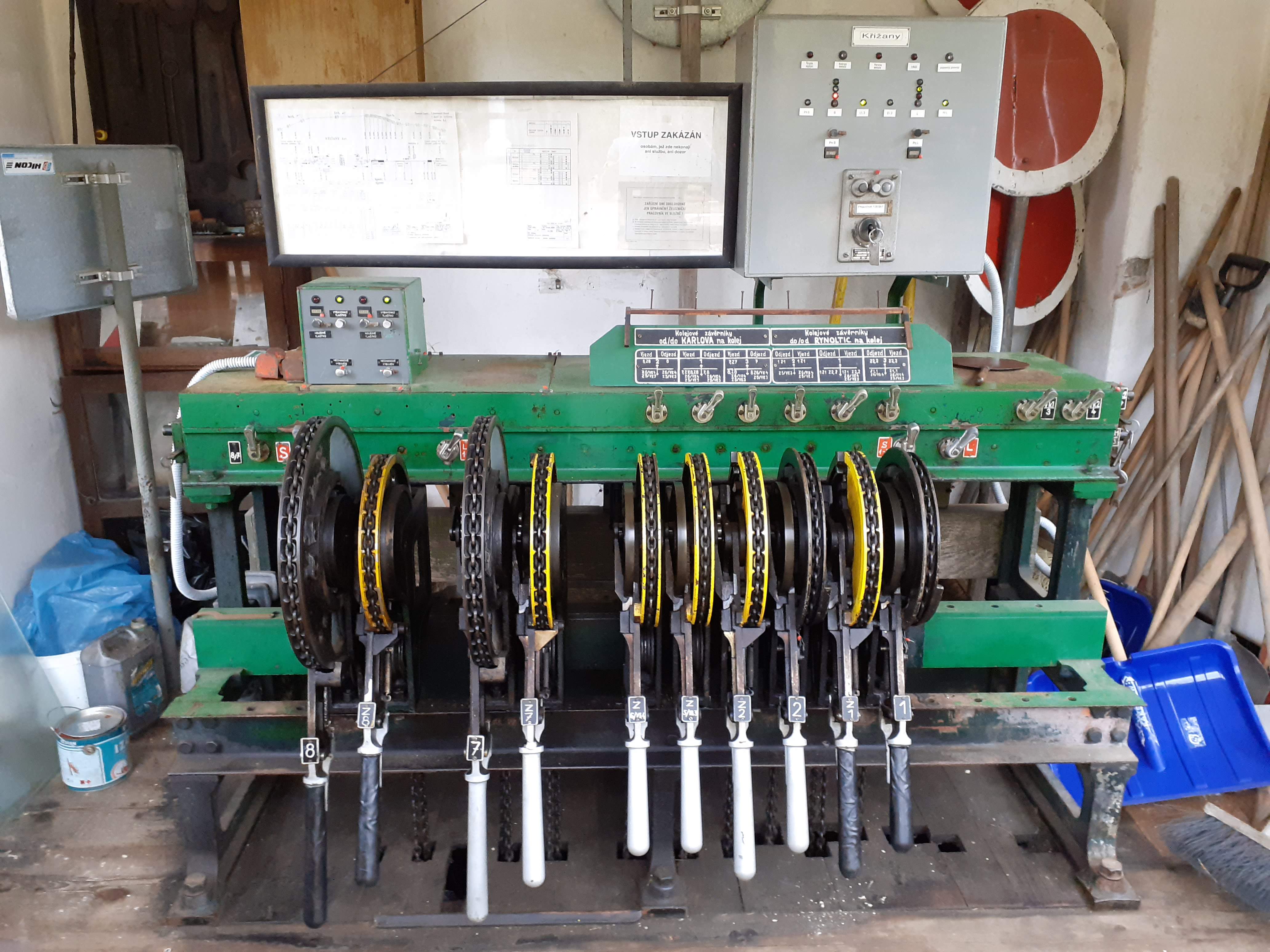
Mechanický ústřední přístroj ve stanici Křižany

### Mechanická stavědla
Postupně bylo zaváděno centrální stavění, které umožňovalo obsluhu prvků v kolejišti z jednoho místa ve stanici. To vedlo ke vzniku centrálních mechanických stavědel s logickými závislostmi pomocí mechanických registrů. Prvky v kolejišti byly ovládány mechanicky, ruční síla obsluhujících pracovníků byla přenášena pomocí táhel, drátovodů, lanek či řetězů, informace byly strojvedoucím předávány pomocí mechanických návěstidel. Mezi mechanická zabezpečovací zařízení patří také ústřední zámek. Zřejmě největší mechanické stavědlo bylo v provozu v letech 1900 až 1933 v Paříži, bylo v něm na délce 33 m umístěno 200 stavěcích pák.

### Elektrohydraulická a elektropneumatická stavědla
Železniční společnosti hledaly cesty, jak odstranit fyzicky náročné přestavování výměn pomocí ručních pák. Jedním z řešení bylo zavádění hydraulického stavění výměn, které probíhalo v 70. a 80. letech 19. století, ale k velkému rozšíření těchto systémů nedošlo. Větší oblibě se těšila elektropneumatická stavědla, kde byly výhybky přestavovány pomocí stlačeného vzduchu. Prvním dodavatelem byla od roku 1883 americká firma Westinghouse a k jejich největšímu rozšíření došlo v USA a ve Velké Británii. K jejich rozšíření došlo i v kontinentální Evropě, často na spádovištích, např. v Českých Budějovicích.

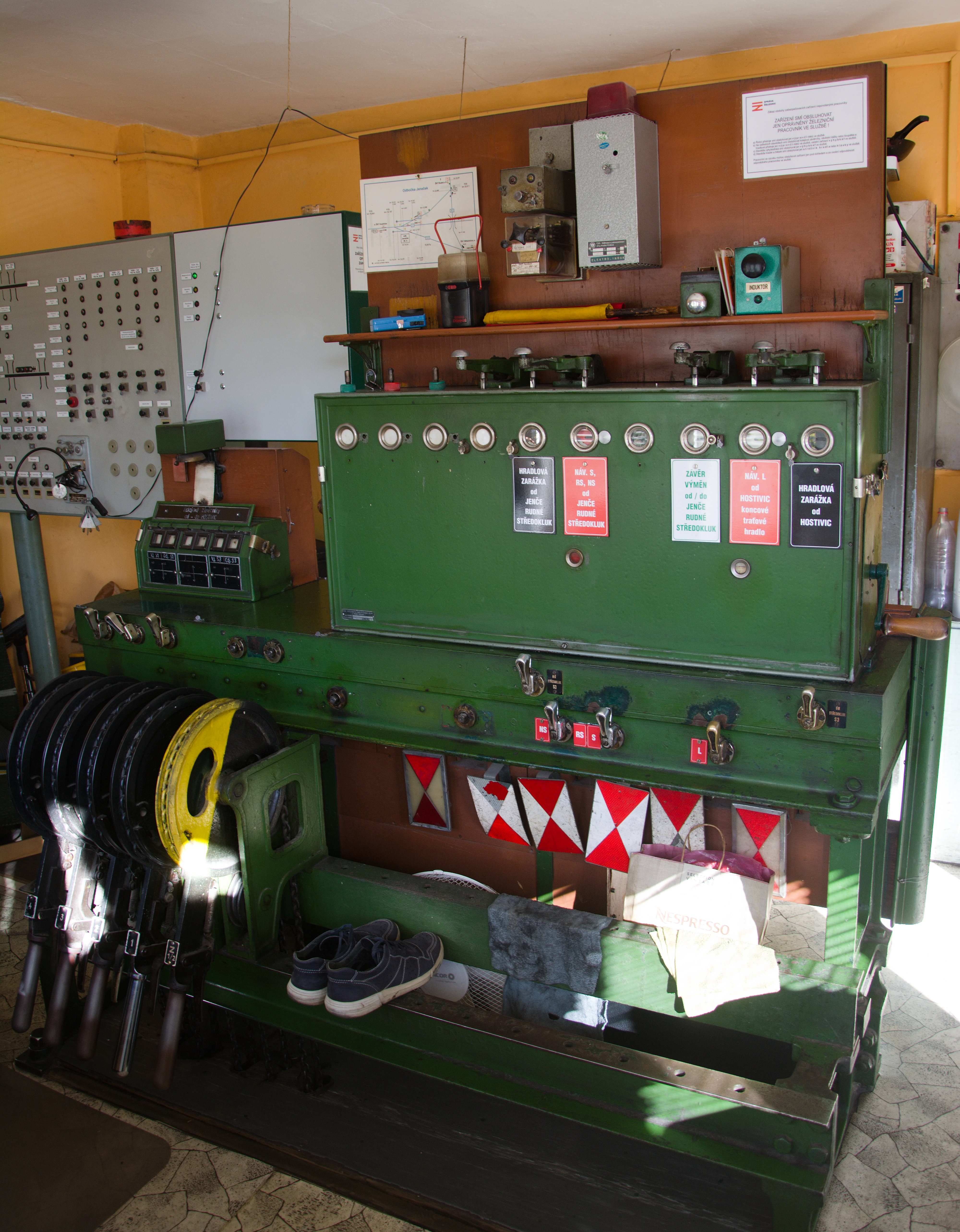
Hradlový přístroj elektromechanického zabezpečovacího zařízení odbočky Jeneček

### Elektromechanická zabezpečovací zařízení
Centrální mechanická stavědla se ukázala jako obtížně použitelná pro velké stanice. Tento problém se podařilo vyřešit pomocí hradlové vložky, kterou vynalezl v 2. polovině 19. století Carl Ludwig Frischen. Ta umožnila elektricky propojit několik mechanických stavědel (umístěných zpravidla u každého zhlaví stanice, tj. dvě u jednoduchých stanic). Tak vznikla elektromechanická zabezpečovací zařízení, která zpočátku zachovala mechanický přenos síly k prvkům v kolejišti.
První elektromechanické zařízení bylo dáno do provozu v roce 1871. Pro detekci projetí určitého místa ve stanici se pak začaly používat rtuťové nebo mechanické kolejnicové doteky a izolované kolejnice. Výhodou elektromechanického stavědla přitom je, že nepotřebuje externí zdroj elektrické energie pro svůj provoz, neboť střídavý proud pro hradlové závěry se získává otáčením kliky induktoru.

### Elektrodynamická zabezpečovací zařízení

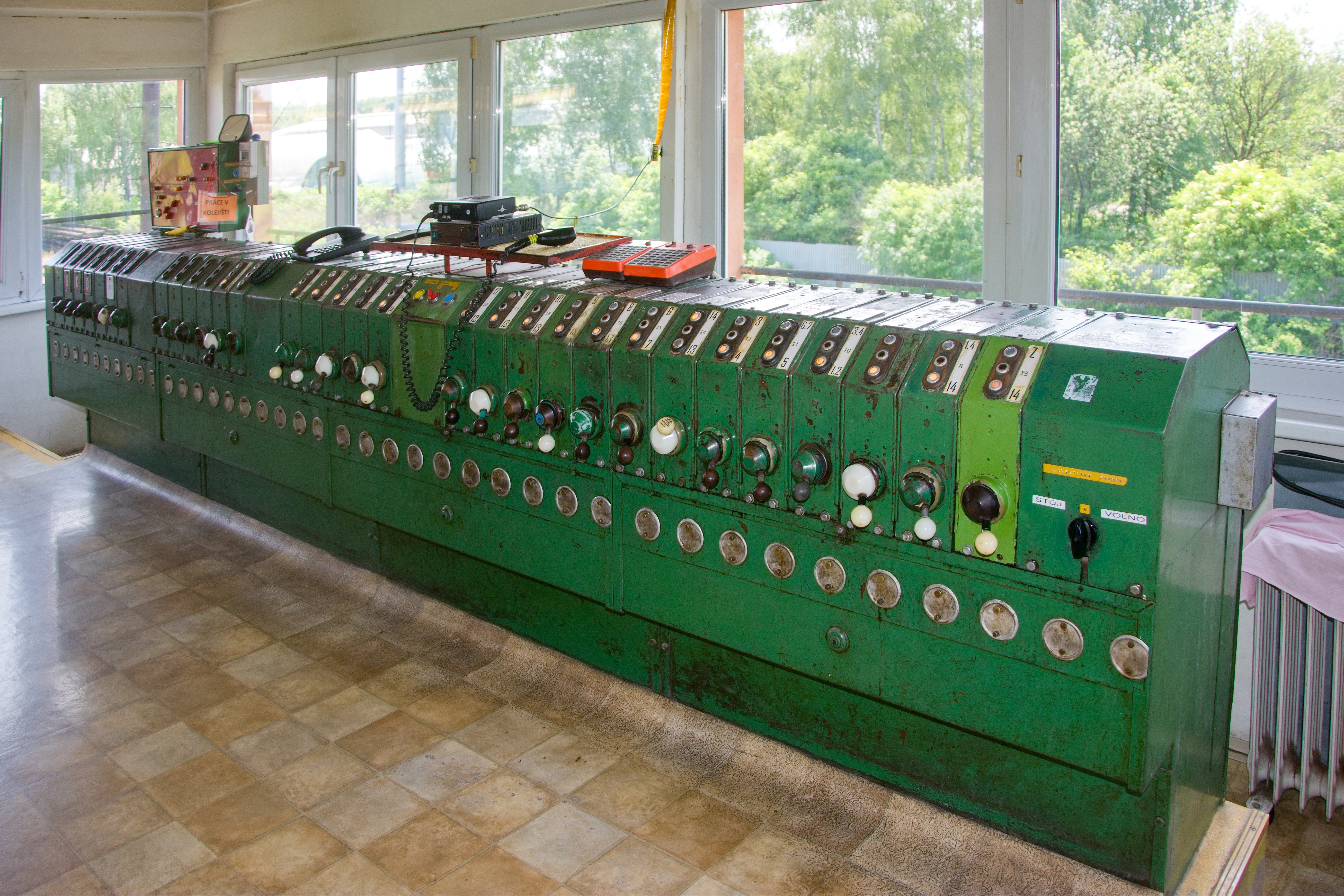
Elektrodynamické stavědlo z roku 1945, Vítkovice horní nádraží

Na základě patentu Američana Williama Robinsona z roku 1872 začaly být zaváděny kolejové obvody, které umožňovaly detekovat obsazenost koleje železničními vozidly. Na konci 19. století začaly být zaváděny elektromotorické přestavníky výhybek (první pokusy s jejich zaváděním probíhaly v roce 1887 v USA a Francii), na počátku 20. století se objevila první světelná návěstidla. Tyto vynálezy byly použity při zavádění elektrodynamických stavědel (starší a jednodušší zařízení byla nazývána též elektrická stavědla), kde jsou závislosti řešeny kombinací mechanických a elektrických principů, ovládání venkovních prvků již bylo ve velké míře řešeno elektricky.
Vůbec první elektrodynamické stavědlo bylo aktivováno již v roce 1889 v dopravně East Norwood (stát Ohio), kde se křížily tratě Baltimore and Ohio Southwestern Railroad a Cincinnati Northern Railroad. Pravděpodobně první elektrické stavědlo na území pozdějšího Česka bylo aktivováno firmou Siemens & Halske 17. září 1894 v Přerově.

### Reléová zabezpečovací zařízení

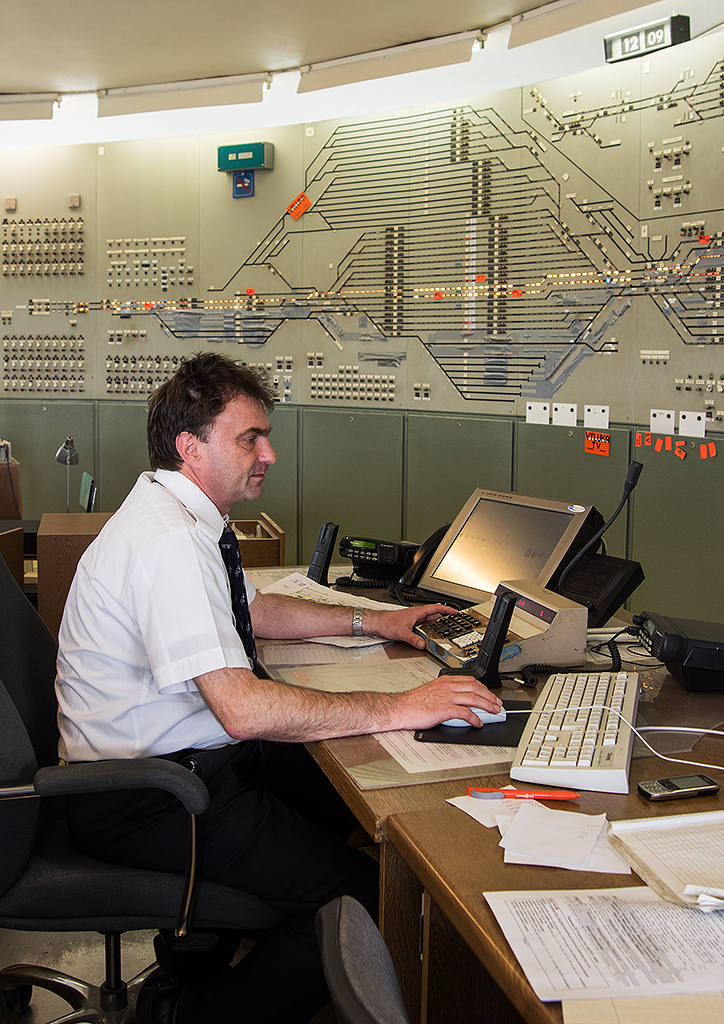
Výpravčí obsluhující reléové zabezpečovací zařízení s číslicovou volbou ve stanici Olomouc hlavní nádraží

Dalším vývojovým krokem byla reléová stavědla, první takové zařízení uvedla do provozu firma Brake & Saxby Co. Ltd v roce 1927 v Anglii. První reléové zařízení v USA bylo dáno do provozu v únoru 1929 v nebraském Lincolnu na trati společnosti Chicago, Burlington and Quincy Railroad. První reléové stavědlo s cestovým systémem kde se pomocí tlačítek volil začátek a konec vlakové cesty, bylo aktivováno v anglické stanici Brunswick v únoru 1937. Jednalo se o zařízení označované jako NX, což byla zkratka z eNtranceeXit, čili vjezd-odjezd. V Československu bylo první takové staniční zabezpečovací zařízení aktivováno v roce 1950 ve stanici Chrast u Chrudimi. Jednalo se o zařízení firmy Ericsson, která své první reléové stavědlo nasadila ve Švédsku v roce 1934. U těchto zařízení byly již všechny závislosti elektrické, rovněž venkovní prvky se ovládají výhradně elektricky. Další inovací pak bylo ovládací a indikační pult složený z kostek stejné velikosti, první takové zařízení instalovala firma Siemens v roce 1942 ve stanici Birkenwerder. V Československu se pak začala uplatňovat zařízení dodávaná ze Sovětského svazu (tzv. vzor SSSR) s individuálním stavěním výměn, první byla instalována v roce 1953 ve stanicích Velim, Pečky a Varín.
V případě velkých stanic by bylo ovládání pomocí tlačítek na pultu s reliéfem kolejiště příliš složité a nepřehledné, navíc by byl ovládací panel příliš velký. Jednou z cest, jak tento problém vyřešit, bylo zavedené číslicové volby. Na takovém zařízení výpravčí místo obsluhy tlačítek zadal číselný kód daného bodu v reliéfu kolejiště. V Československu bylo zařízení s číslicovou volbou poprvé použito v České Třebové.
S rozvojem výpočetní techniky začala být reléová stavědla vybavována počítačovou zadávací úrovní se zachováním reléové prováděcí části. První takové zařízení v Československu bylo nasazeno v roce v roce 1991 v Dřísech. Podobná stavědla, pro kombinaci reléové a elektronické techniky označovaná jako hybridní, byla od poloviny 90. let 20. století nasazována ve větší míře ve stanicích na tehdy modernizovaném českém I. koridoru.

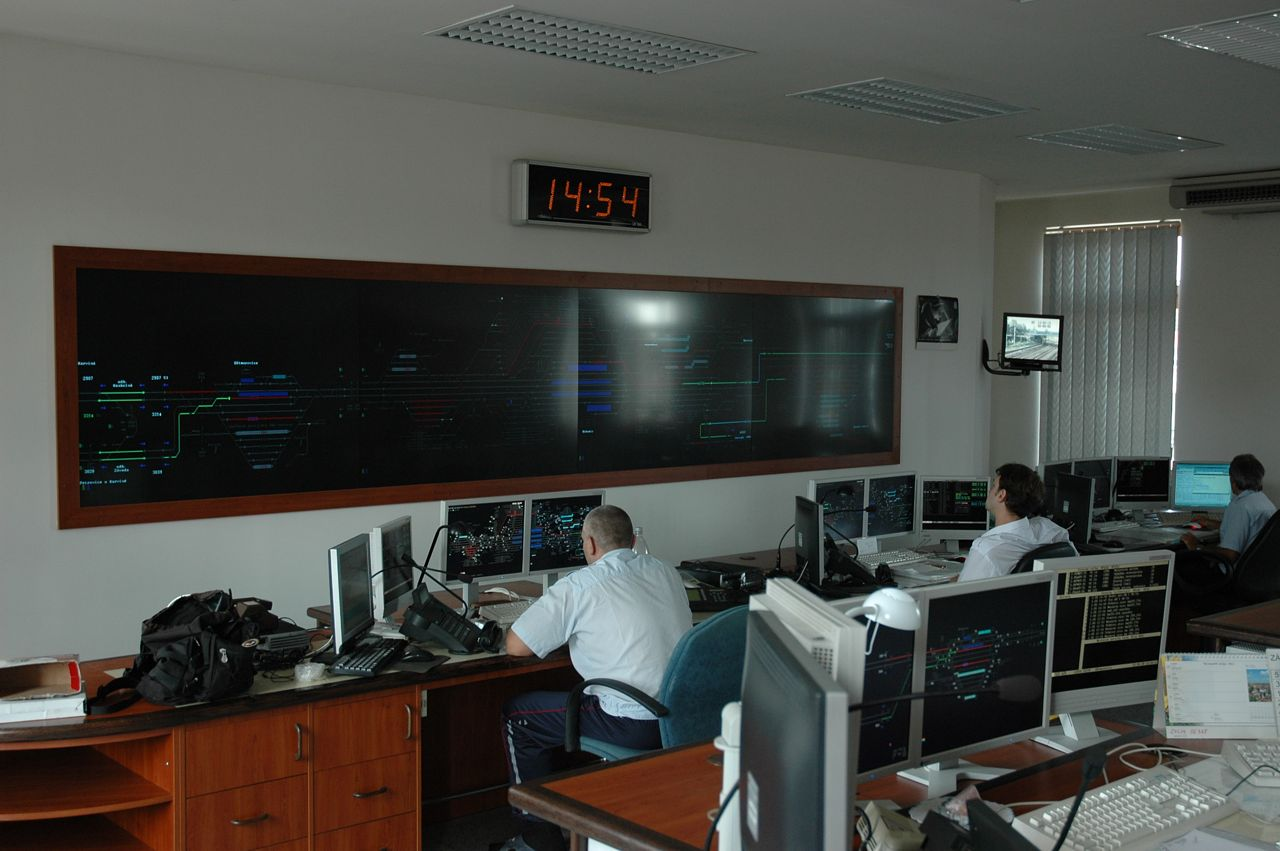
Ovládací pracoviště elektronického stavědla v Bohumíně

### Elektronická stavědla
Další vývoj směřoval k náhradě elektromechanických relé elektronickými prvky, což vedlo k nasazení výpočetní techniky, která zajišťuje bezpečné rozhodovací úlohy. V těchto systémech označovaných jako elektronická stavědla jsou jízdy vlaků zabezpečovány v na sobě nezávislých paralelních větvích, kdy jakákoliv porucha jedné z větví nesmí způsobit nebezpečný stav.
První elektronické stavědlo bylo nasazeno firmou Ericsson v roce 1978 v Göteborgu, prvním skutečně elektronickým stavědlem v Česku bylo zařízení SZZK-98 firmy Starmon, které bylo aktivováno 21. prosince 1996 ve Slatiňanech.
I u elektronických stavědel se pro ovládání venkovních prvků zpočátku používala relé, ale i ta byla postupně nahrazena elektronickými prvky. V českém prostředí jsou stavědla zcela bez relé označována jako digitální stavědla. První takové zařízení na síti SŽDC bylo aktivováno v říjnu 2006 ve stanici Hluboká nad Vltavou.